# Convair 340 et 440
Les bimoteurs de transport Convair 340 et 440 constituent une évolution du Convair 240. Remplaçant le DC-3 chez un certain nombre de transporteurs aériens, ils ont ensuite connu une longue carrière après remotorisation avec des turbopropulseurs.

## Convair 340 Convair Liner

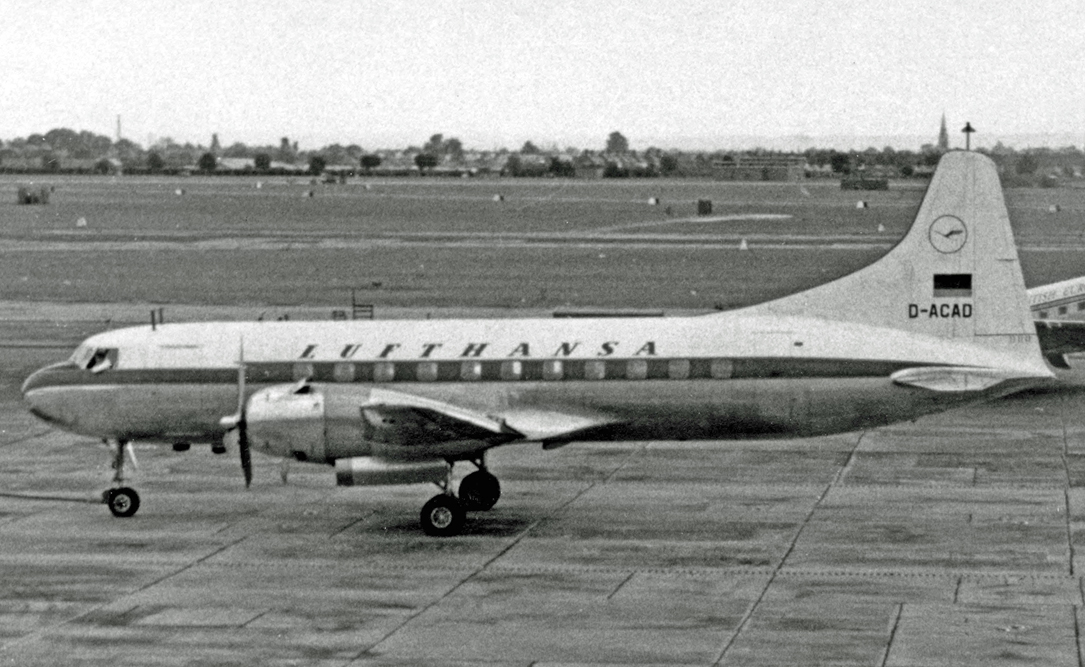
Un Convair 340 de Lufthansa en 1955.

United Airlines souhaitant un appareil capable de transporter 44 passagers et offrant des performances supérieures à celles du Convair 240 en altitude, le pilote Sam Shannon fit décoller le 5 octobre 1951 un prototype immatriculé de façon appropriée N3401. Sur cet appareil deux sections de fuselage avaient été ajoutées pour permettre l’installation de 4 sièges supplémentaires en cabine : 40 cm en avant de la voilure et 91 cm en arrière. En outre la structure de l’aile était renforcée et l’envergure gagnait 4 cm pour compenser une masse au décollage plus élevée et les moteurs étaient des Pratt&Whitney R-2800-CB16 développant 2 400 ch. Ce nouveau Convair Liner affichait une vitesse de croisière de 457 km/h à 5 500 m d’altitude et United Airlines passa commande de 55 appareils. Le premier exemplaire fut livré en mars 1952.
D'autres compagnies nord-américaines passèrent commande, en particulier Braniff, Continental (qui exploitait déjà le CV-240), Delta et National. En Europe KLM, satisfaite de ses 240, acheta 10 CV-340, imitée par Alitalia, Finnair et la toute nouvelle compagnie allemande Lufthansa. C’est en effet sur un Convair 340 que Lufthansa, recréée en août 1954, effectua son premier vol commercial de l’après-guerre. Parmi les autres clients initiaux du Convair Liner on note à nouveau Garuda et l’US Air Force, Hawaiian Airlines, Philippine Air Lines et diverses compagnies sud-américaines pour un total de 209 appareils produits jusqu’en 1955.
Convair produira également plus d’une centaine de kits permettant aux exploitants de porter le CV-340 à un standard proche du CV-440. Cette modification de l’appareil de base permettait de porter la capacité de l’appareil à 52 passagers en version haute densité.

## Convair 440 Metropolitan

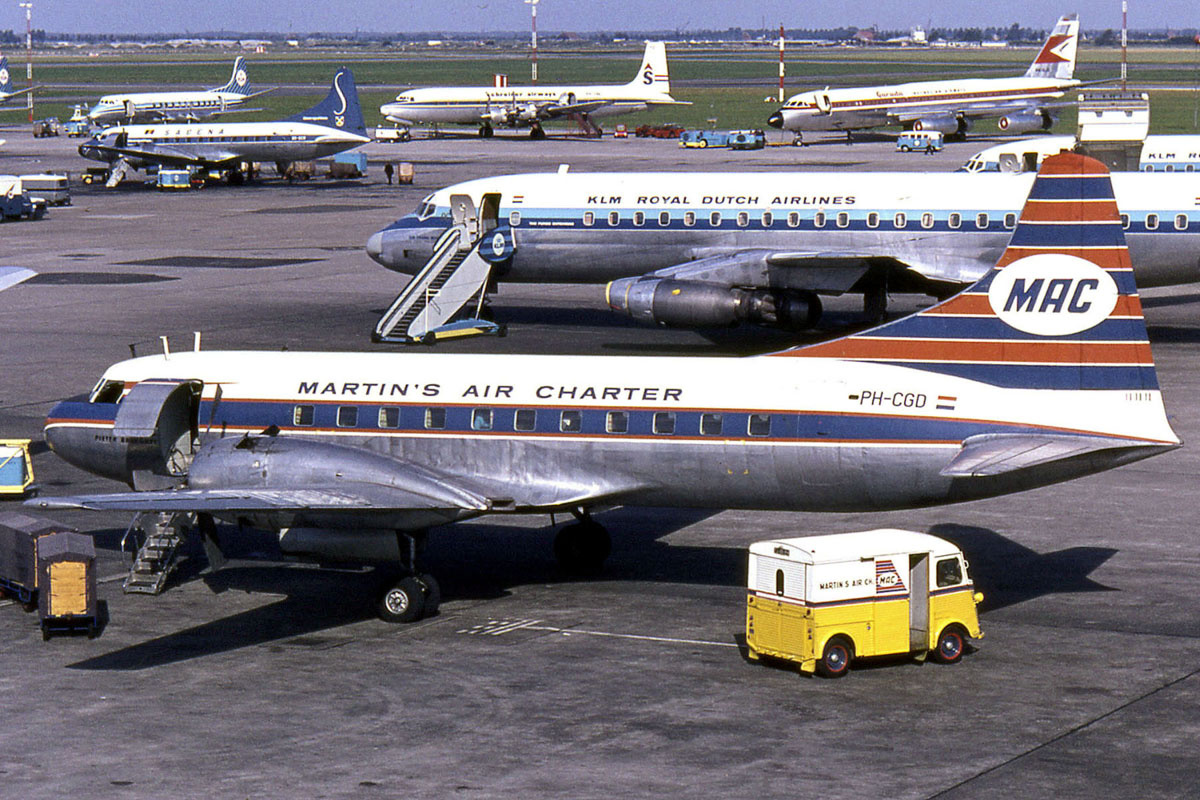
Un Martinair Convair 440 sur le tarmac de Schiphol en 1965.

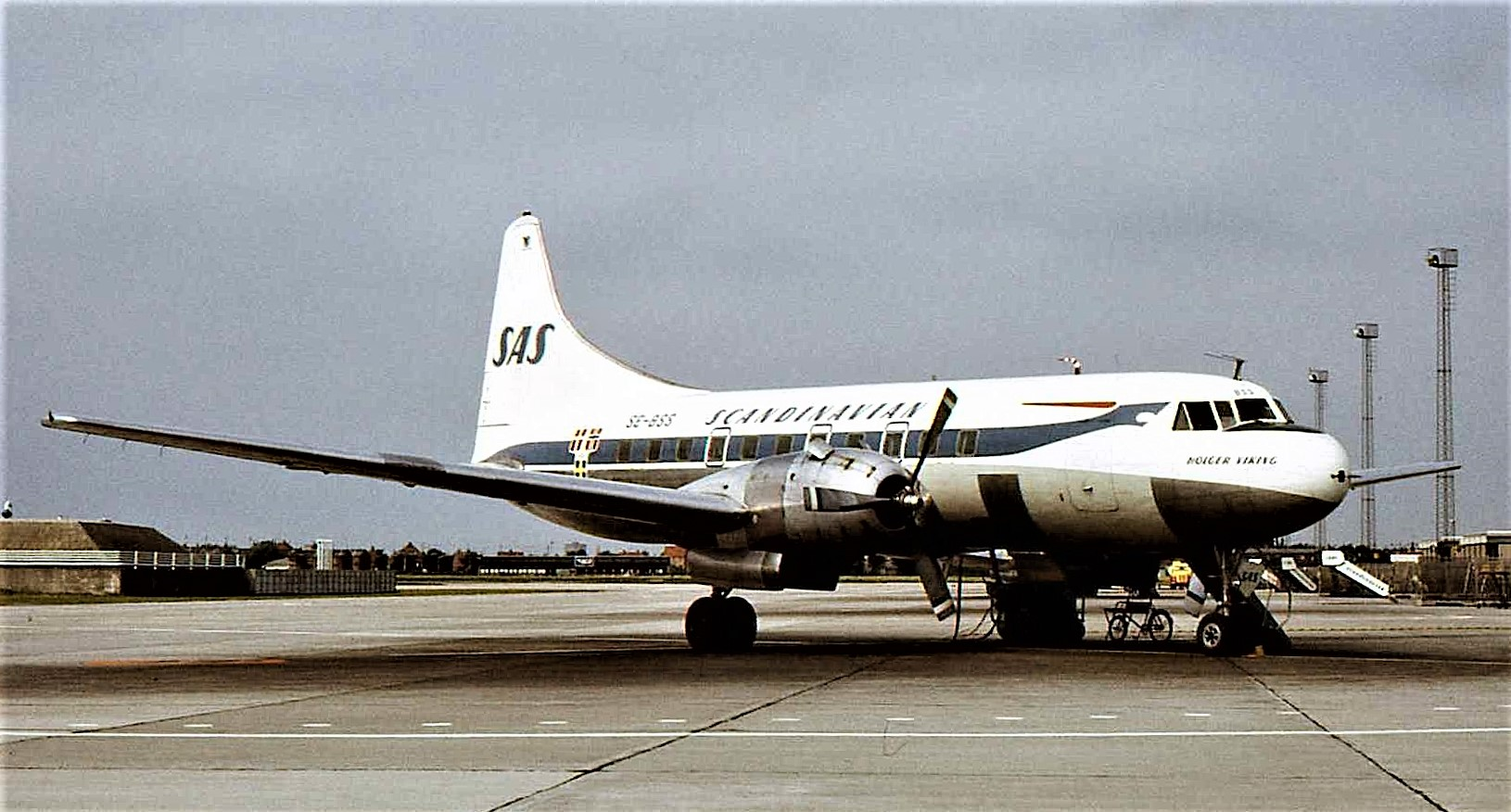
Un Convair 440 de SAS en 1972.

Malgré la mise en service commerciale du Vickers Viscount en avril 1953 le bimoteur Convair conservait un potentiel intéressant et le 6 octobre 1955 vit le premier vol d’une version modernisée du Convair Liner. Pour améliorer le confort en cabine l’insonorisation de celle-ci était entièrement repensée. Outre de nombreuses modifications de détail l’appareil (Nouveau dessin de l’échappement, modification du dessin des fuseaux moteurs…), qui conservait les mêmes dimensions et la même motorisation que le CV-340, pouvait recevoir selon l’aménagement 44 ou 52 passagers et, en option, un radar météo entrainant un allongement de la pointe avant.
Eastern Air Lines, qui avait commandé 20 Metropolitan, prit livraison du millième avion Convair construit depuis 1947. La majorité des 199 CV-440 construits furent exportés vers l’Europe, ou SAS, Sabena, Swissair, Iberia, Alitalia, Finnair… passèrent commande. Quelques appareils furent également vendus en Amérique du Sud (Avensa, Cruzeiro do Sul…) et en Asie (Garuda, All Nippon Airways).
La production des bimoteurs Convair prit fin à San Diego au printemps 1958 pour laisser la place au Convair 880, jet commercial qui fut loin de connaitre le succès de ses prédécesseurs.

### Convair 440A
Projet d’une version cargo convertible qui ne fut jamais réalisée.

## Remotorisations

### Convair 540
En février 1955 prit l’air en Grande-Bretagne un CV-340 (G-ANVP) équipé par le motoriste anglais Napier de 2 turbopropulseurs Eland NE1-1 de 3 060 ch. Ce turbomoteur à flux axial affichait 34 % de moins sur la balance que le R-2800 pour une puissance supérieure de 28 %, sans oublier un gain appréciable au niveau du bruit en cabine. 6 CV-440 devaient être ainsi remotorisés et livrés comme CV-540 à Allegheny avec des Napier Eland 504 de 3 500 ch.

### Canadair 540
Trois cellules de CV-440 livrées inachevées à Canadair furent terminées au Canada pour la compagnie Québecair avec des Napier Eland. Ces appareils devaient être cédés par la compagnie aérienne en 1959 à la RCAF, qui les baptisa CC-109 comme ses CL-66B. Ils furent réformés en 1966.

### Convair 580

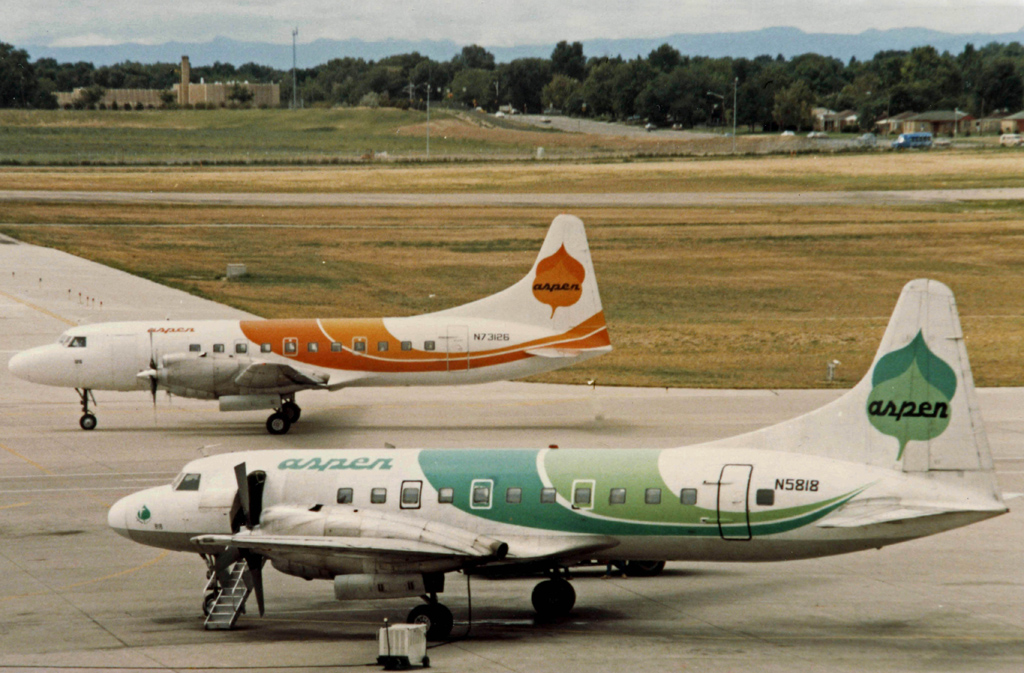
Deux Convair 580.

### Convair Super 580
Division de Flight Trails Aviation, Super 580 Aircraft Company a remplacé sur quelques Convair 580 les turbines Allison 501-D13D par des D22G, les appareils ainsi modifiés subissant également quelques modifications de détail, la masse maximale au décollage passant de 26 379  à   28 576 kg.

### Convair 640

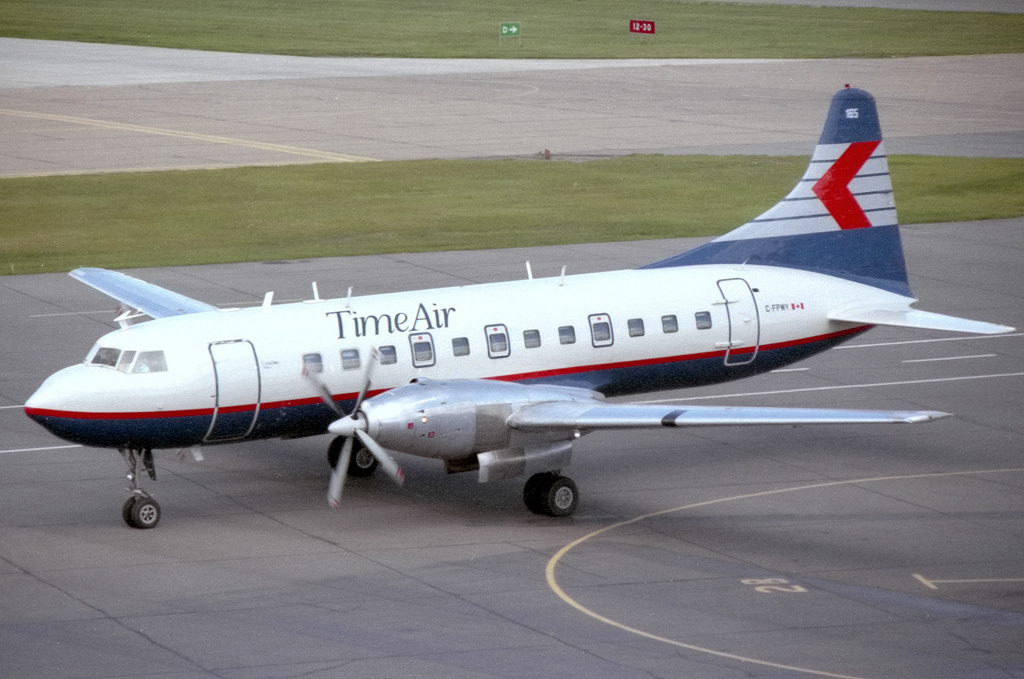
Un Convair 640 opéré par TimeAir.

Cette désignation regroupe les cellules de CV-340 ou 440 remotorisées, comme les Convair 600 par la société Convair avec des turbopropulseurs Rolls-Royce Dart Mk.542. Le premier exemplaire fut mis en exploitation le 23 décembre 1965 par Hawaiian Airlines. Un appareil de ce type est impliqué dans l'accident aérien de Cap Skirring.

### Convair 5800
Après avoir racheté les droits de production, la société canadienne Kelowna Flightcraft Ltd. (en) Ltd a développé une nouvelle version cargo du bimoteur Convair : L’empennage d’origine était conservé mais le fuselage allongé de 4,34 m et doté d’une nouvelle porte cargo. En outre l’avionique était entièrement modernisée. Équipé de moteurs Allison 501-D22G de 4 300 ch, la charge utile était portée à 10 tonnes pour une distance franchissable de 1 200 km.
Le prototype, réalisé à partir du R4Y-1/C-131F c/n 276, prit l’air le 11 février 1992 immatriculé N5800. Depuis cette date 6 appareils ont été modifiés, dont un livré en Nouvelle-Zélande.

## Utilisateurs

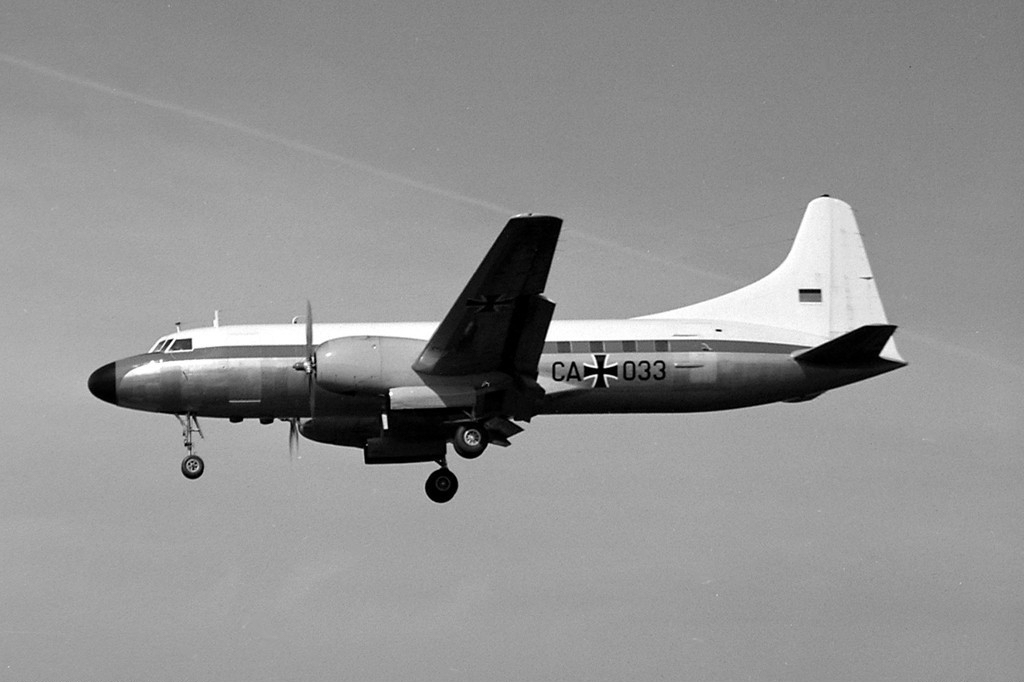
Un Convair CV-440 opéré par la Luftwaffe, Hamburg 1961

### Utilisateurs militaires
- Aeronautica Militare : CV-440
- Force aérienne royale australienne : CV-440
- Force aérienne bolivienne : CV-440
- Luftwaffe : CV-440
- United States Air Force : CV-340 et CV-440
- United States Navy : CV-340 et CV-440

### Utilisateurs civils

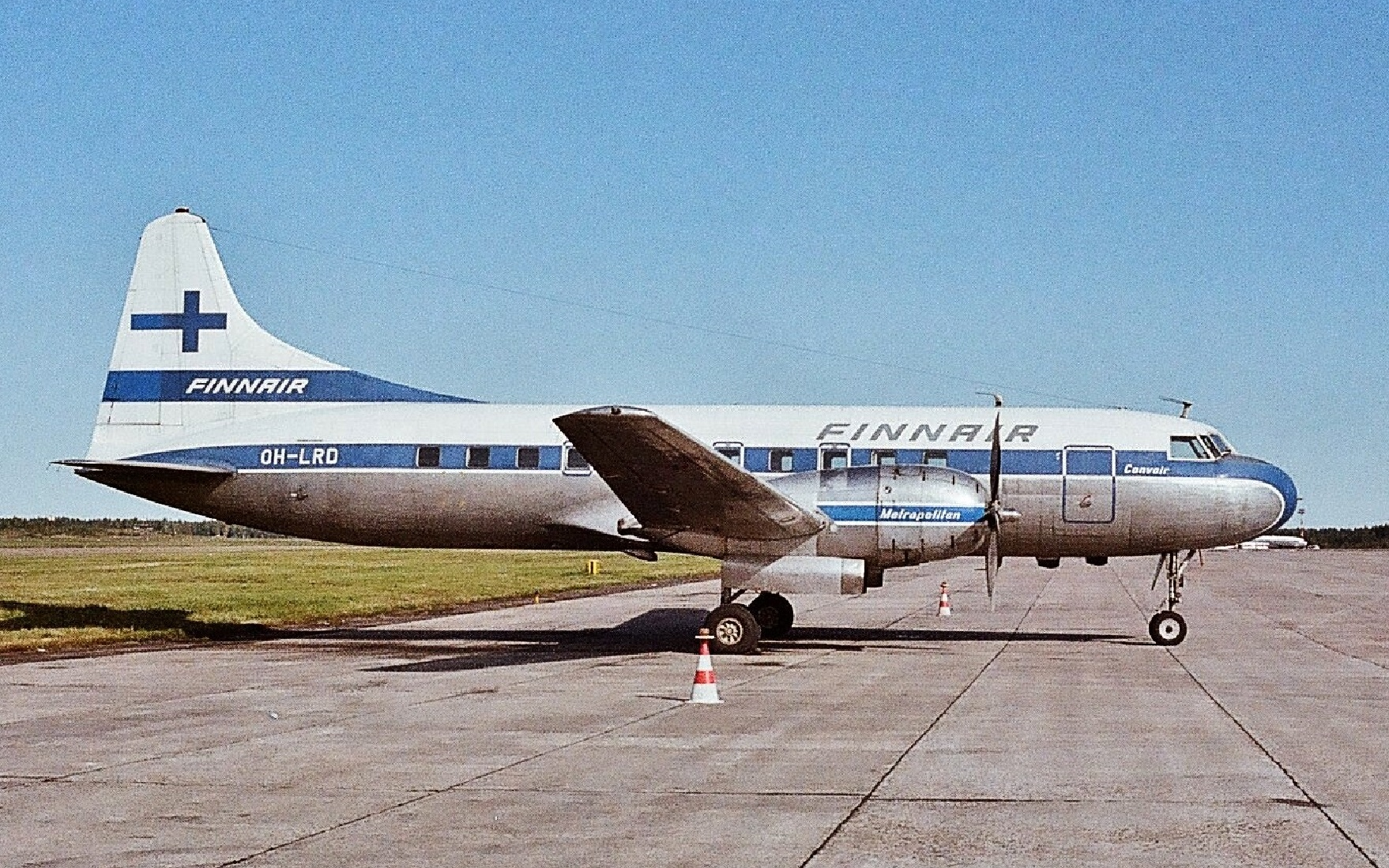
Un Convair CV-440 opéré par Finnair, Helsinki 1980

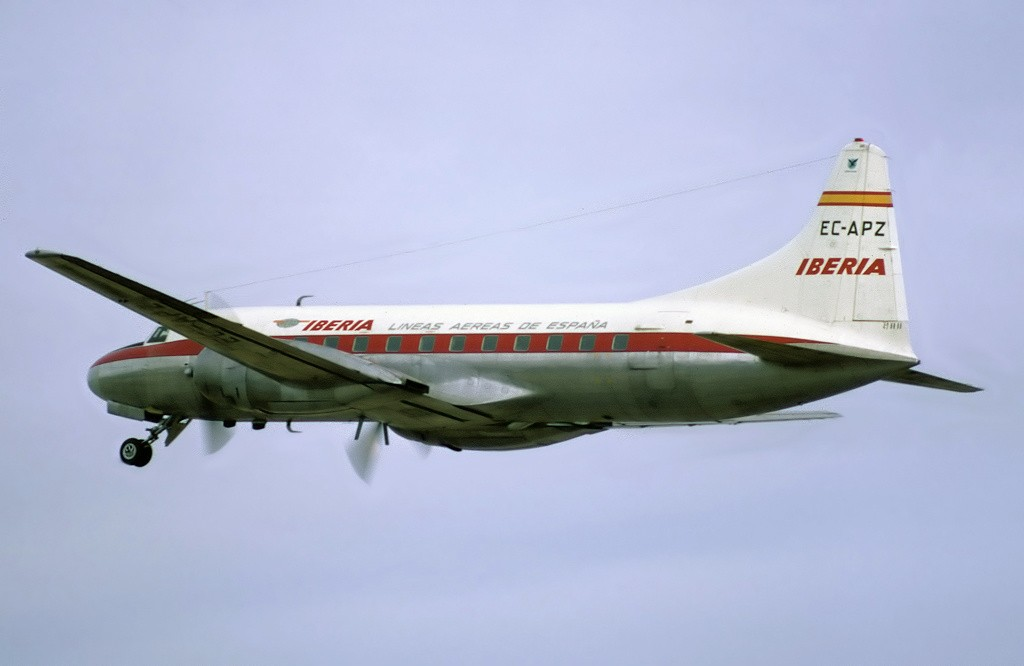
Un Convair CV-440 opéré par Iberia, Madrid 1971

#### Europe
- Alitalia : CV-340 et CV-440
- Aviaco : CV-440
- Condor : CV-440
- Delta Air Transport : CV-440
- Finnair : Déjà utilisatrice de Convair 240, la compagnie finlandaise acheta des Convair 340 puis des Convair 440, avant de faire mettre ses Convair 340 an standard 440.
- Fred. Olsens Flyselskap (en) : CV-340
- General Air (de) : CV-440
- Iberia : CV-440
- JAT – Jugoslovenski Aerotransport : CV-340 et CV-440
- Karair (de) : CV-440
- KLM : Exploitant des Convair 240, la compagnie néerlandaise acheta tout naturellement des Convair 340, rapidement remplacés par des Fokker F27.
- Linjeflyg : CV-340 et CV-440
- Lufthansa : CV-340 et CV-440
- Martinair Holland : CV-440 et CV-640
- Pan Adria Airways (en) : CV-440

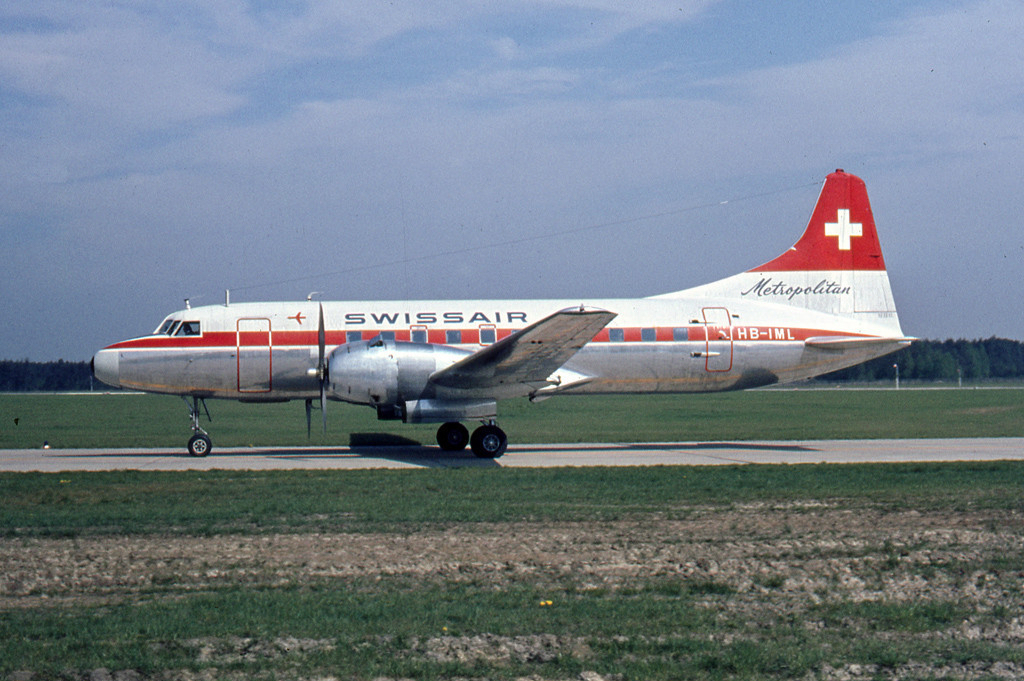
Un Convair CV-440 opéré par Swissair, Hannover 1968

- SABENA : Satisfaite de ses Convair 240, la compagnie belge commanda des CV-440
- S.A. de Transport Aérien (SATA) : CV-440 et CV-640
- SAS : CV-440
- Swissair : CV-440
- Tellair : CV-440
- Stellar Airfreighter : CV-440

#### Autres continents
- Aero California : CV-340
- Aeromexico : CV-340
- Air Algérie : CV-640

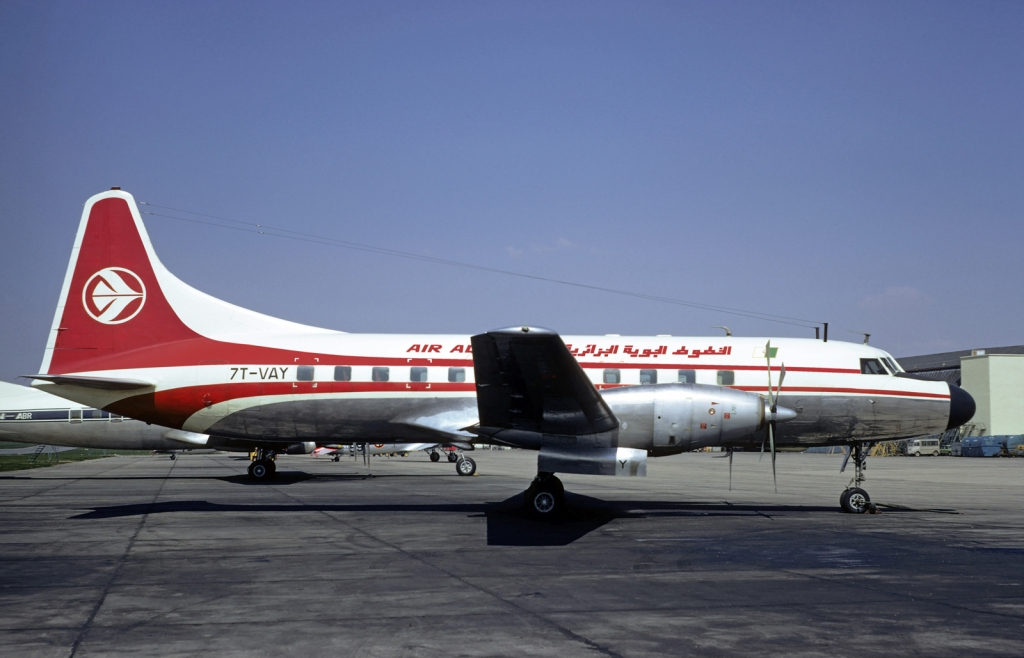
Un Convair CV-640 opéré par Air Algérie, Le Bourget 1972

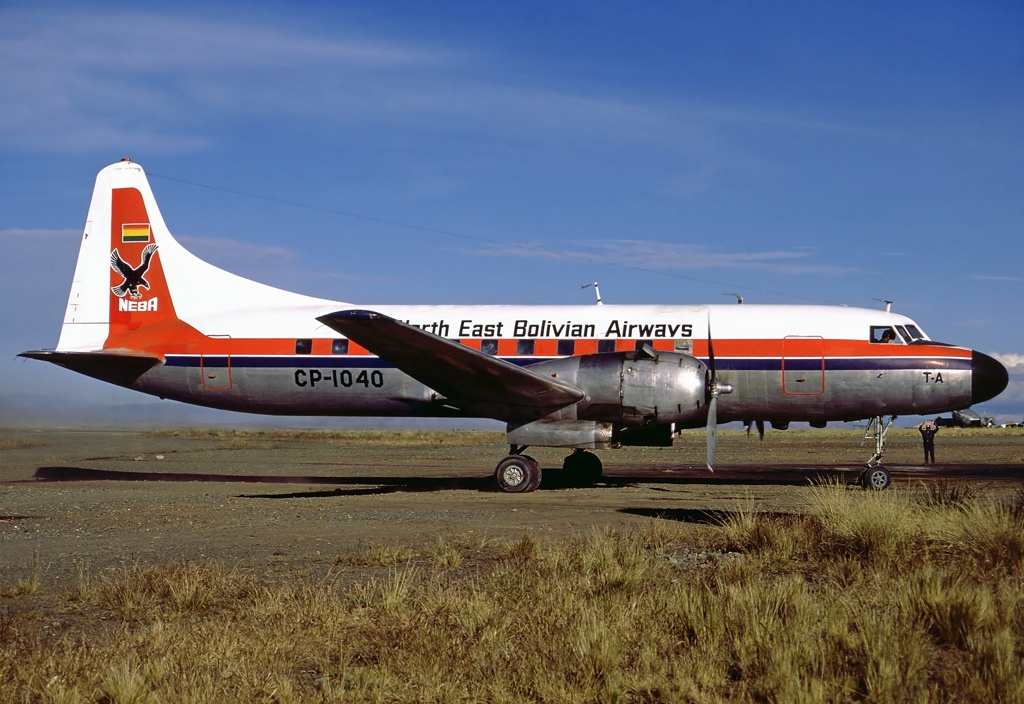
Un Convair CV-640 opéré par North East Bolivian Airways, La Paz 1990

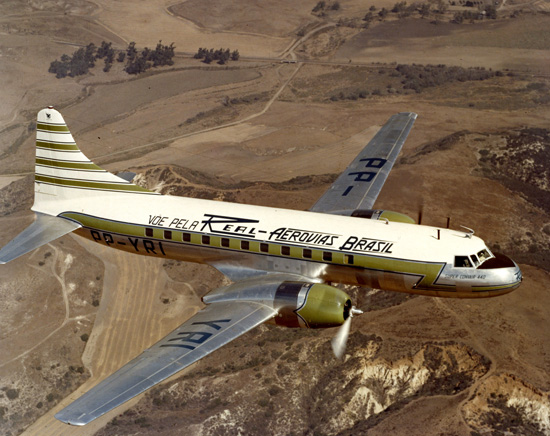
Un Convair CV-640 opéré par REAL Transportes Aéreos, Californie 1957

- Air Resorts : A récupéré une partie de la flotte de CV-440 exploitée par American Eagle.
- Air Tahoma (en) : CV-240
- Allegheny Airlines : Allegheny a exploité 17 CV-340 entre 1960 et 1967, 27 CV-440 entre 1962 et 1974, 5 CV-540 de 1959 à 1963 et surtout 40 CV-580 entre 1965 et 1978.
- American Eagle : Le réseau commuter d'American Airlines a fait largement usage de Convair 440, dont la flotte fut ensuite cédée à Air Resorts.
- Ansett Airlines : CV-340 et CV-440
- Avensa : CV-240 et CV-340
- Aviateca : A exploité des Convair 240 puis, logiquement, des Convair 340 et 440.
- Braniff International Airways : CV-340
- Continental Airlines
- Delta Air Lines : CV-340 et CV-440
- Garuda Indonesia : Satisfaite de ses Convair 240, la compagnie indonésienne acheta des Convair 340 puis des 440.
- Hawaiian Airlines : CV-340
- LACSA : CV-340
- Northeast Bolivian Airways : CV-440
- Norcanair (en) : CV-640
- Pacific Western Airlines : CV-640
- Pan American World Airways :
- Philippine Airlines : CV-340
- REAL Transportes Aéreos (de) : CV-440
- Serviços Aéreos Cruzeiro do Sul : CV340
- Trans Australia Airlines :
- United Airlines :
- Western Airlines :